# Formicivora grantsaui
A Formicivora grantsaui a madarak osztályának verébalakúak (Passeriformes) rendjébe és a hangyászmadárfélék (Thamnophilidae) családjába tartozó faj.

## Rendszerezése
A fajt Luiz Pedreira Gonzaga, André M.P. Carvalhães és Dante Renato Corrêa Buzzetti írta le 2007-ben. Tudományos faji nevét Rolf Grantsau német természettudós  tiszteletére kapta.

## Előfordulása
Brazília keleti részén, Bahia államban honos. Természetes élőhelyei a szubtrópusi vagy trópusi magaslati cserjések.

## Megjelenése
Testhossza 13 centiméter.

## Életmódja
Feltehetően ízeltlábúakkal táplálkozik.